# Allium douglasii
Allium douglasii är en amaryllisväxtart som beskrevs av William Jackson Hooker. Allium douglasii ingår i släktet lökar, och familjen amaryllisväxter. Inga underarter finns listade i Catalogue of Life.